# Патарадзе, Зураб
Зура́б Патара́дзе (груз. ზურაბ პატარაძე; род. 12 февраля 1973, Батуми) — грузинский дипломат и государственный деятель, председатель правительства автономной республики Аджария с 2016 по 2018 год.

## Образование и дипломатическая карьера
Родился в Батуми. Окончил Тбилисский государственный университет по специальности «экономист» (1994 год) и Батумский государственный университет по специальности «Юриспруденция» (2007 год).
После работы в отделении батумского банка в середине 1990-х годов, в 1996 году поступил на государственную службу. Начал с должности инспектора департамента криминальной полиции Аджарии. В 2000 году перешёл в Министерство иностранных дел Грузии.
В 2004 году стал вторым секретарем посольства Грузии в России и ответственным за консульскую службу.
После того, как Грузия и Россия разорвали дипломатические отношения в 2008 году, Патарадзе был консулом в Секции интересов Грузии при посольстве Швейцарии до 2009 года.
Генеральный консул в Салониках (2009 — 2010), и Стамбуле (2011 — 2012).
С 2012 по 2013 год — посол Грузии в Турции.
С 2013 по 2016 год — посол Грузии в Казахстане.
С 27 августа 2018 года  — посол Грузии в Азербайджане.

## Глава правительства Аджарии
В июле 2016 года Зураб Патарадзе был выдвинут президентом Грузии Георгием Маргвелашвили на пост Председателя Правительства Аджарской автономной республики после того, как действующий глава Арчил Хабадзе заявил о своей отставке за три месяца до запланированных выборов. 15 июля 2016 года за кандидатуру Патаридзе проголосовали 12 из 21 депутатов аджарского Верховного Совета.
В 2017 году он обвинил партию «Единое национальное движение» в организации беспорядков в Батуми. После двух лет пребывания в должности, 4 июля 2018 года Патарадзе подал в отставку.

## Список литературы
1. 1 2 3  Экс-глава Аджарии станет послом Грузии в Азербайджане (27 августа 2018). Дата обращения: 5 января 2021. Архивировано 4 марта 2021 года.
2. ↑  На пост председателя правительства АР Аджарии избран Зураб Патарадзе. Civil Georgia. 15 июля 2016. Архивировано 8 марта 2018.
3. ↑  Назначен посол Грузии в Азербайджане. 1news.az. Дата обращения: 18 июля 2022.
4. ↑  Зураб Патарадзе назначен послом Грузии в Азербайджане (28 августа 2018). Дата обращения: 5 января 2021. Архивировано 20 января 2021 года.
5. ↑  Georgia's ex-Ambassador to Kazakhstan is new head of Adjara Gov't. agenda.ge. 15 июля 2016. Архивировано 8 марта 2018. Дата обращения: 15 июля 2016.
6. ↑  Правительство Аджарии обвинило партию Саакашвили в беспорядках в Батуми (12 марта 2017). Дата обращения: 5 января 2021. Архивировано 29 мая 2020 года.
7. ↑  Председатель правительства Аджарии Зураб Патарадзе покидает должность (4 июня 2018). Дата обращения: 5 января 2021. Архивировано 13 июля 2018 года.